# Slijk-Ewijk

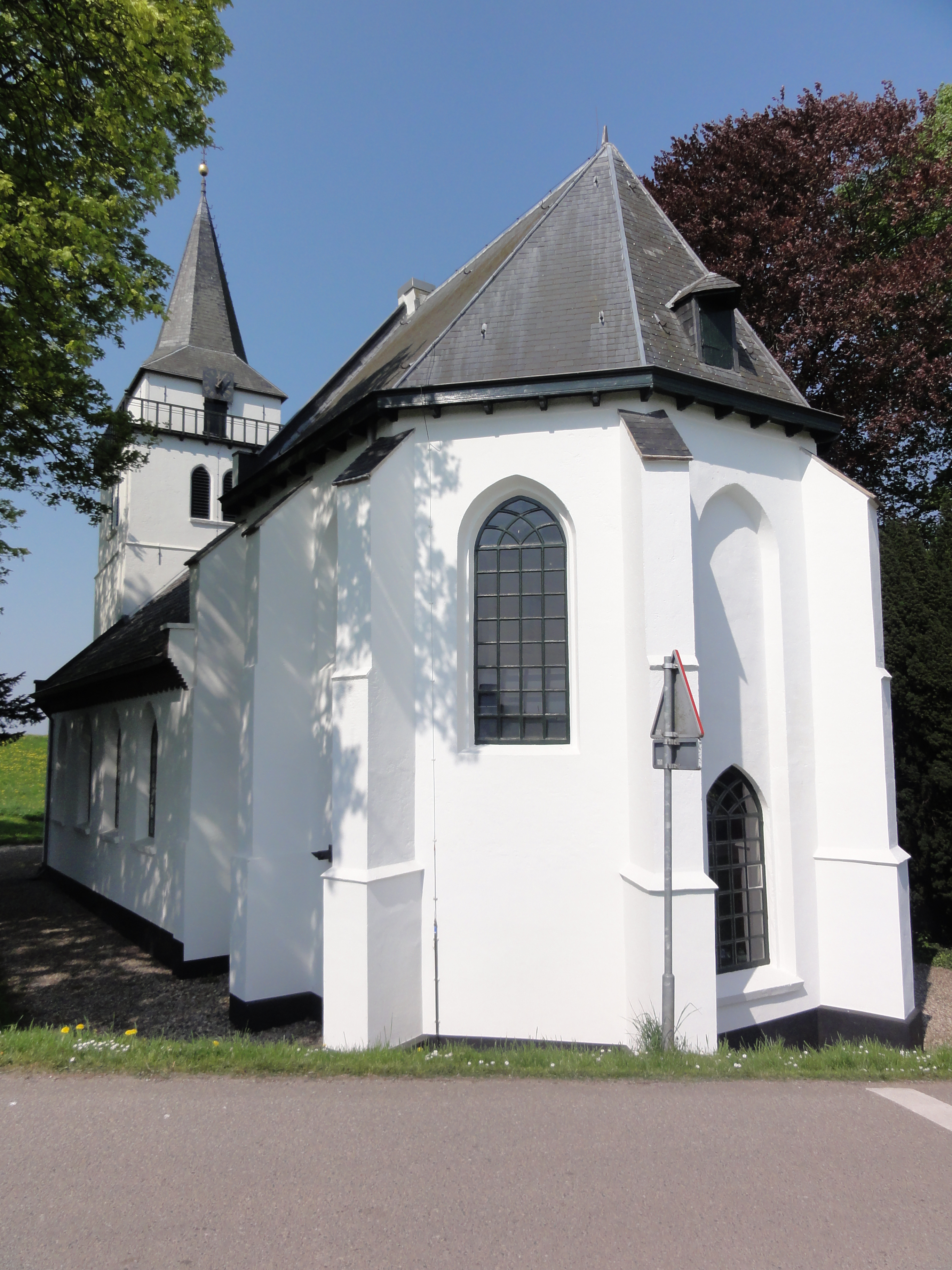
Hervormde kerk

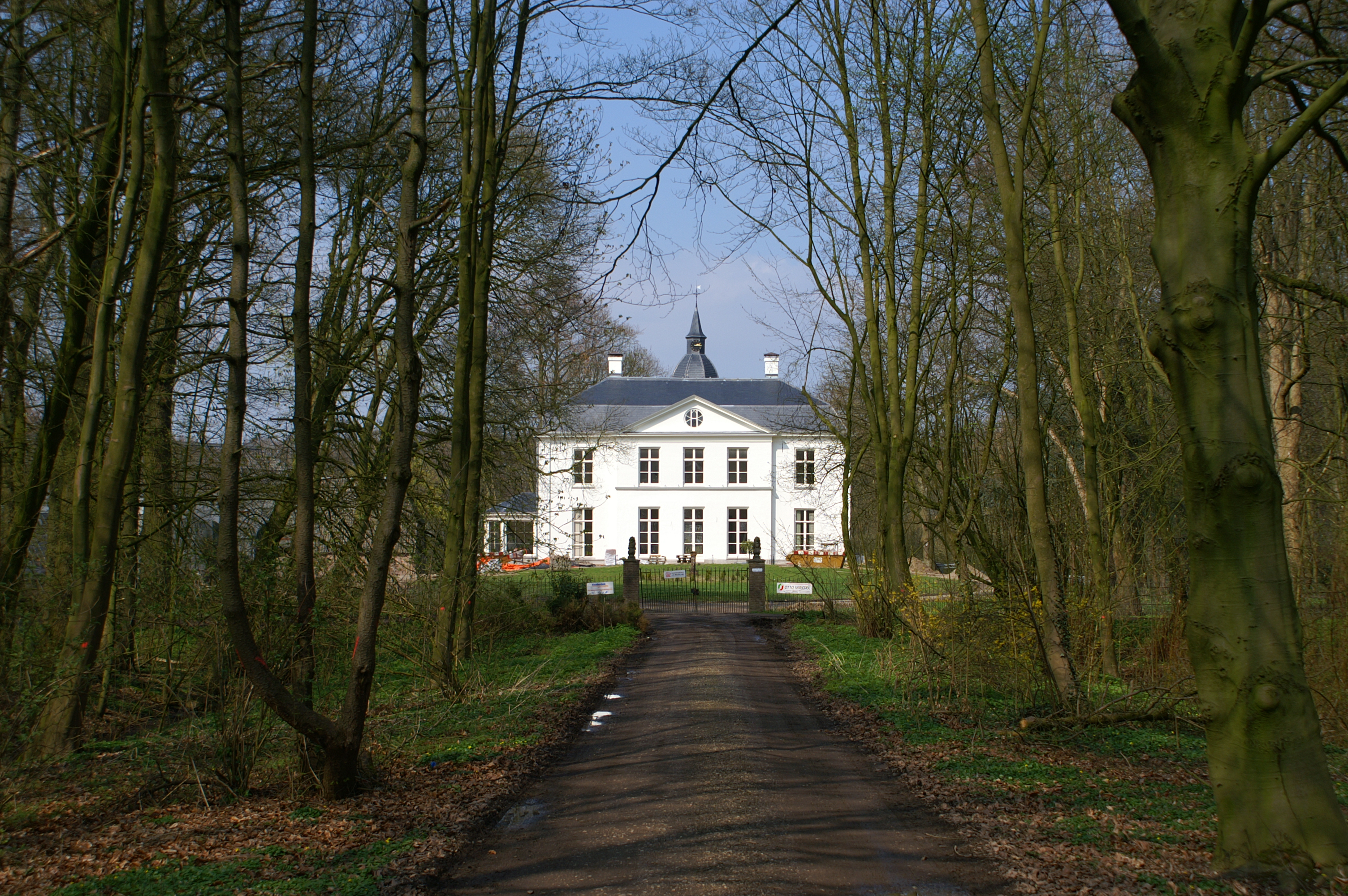
Landgoed Loenen

Slijk-Ewijk is een dorp in de Nederlandse gemeente Overbetuwe, gelegen in de provincie Gelderland.
De oudste vermelding, Euuic Silec, (Eeuwig Slijk), stamt uit het jaar 855 uit een schenkingenlijst aan het klooster Werden (Duitsland). Een andere verklaring is, dat in deze oorkonde van 855 schenkingen worden opgesomd, die eerst het goed (plaatsnaam) vermeldt en daarachter de horige die er woont. 'Euuic' zou dan de plaats aanduiden (mogelijk Ewijk) en 'Silec' de naam van de bewoner. Rond 1900 vormde het een 'bruisend' dorp met bijna 600 inwoners en enige tabaksindustrie. Tot 1933 telde het ook twee basisscholen. Momenteel bevindt zich er alleen nog een dorpshuis.
In het dorp staat een witte Hervormde Kerk, een deels gotisch monument uit de 15de eeuw. Eind jaren zestig van de vorige eeuw is door zandwinning het strandpark Slijk-Ewijk ontstaan met meertjes. Nadien heeft het recreatiegebied talloze verbeteringen ondergaan. Het kunstwerk Timeline (2021), een kronkelend metalen voetpad boven het water met op het einde een overdekt uitzichtplatform, van Rob Sweere siert het strandpark op.

## MTC
Er zijn plannen geweest om bij Slijk-Ewijk een grote containerhaven te bouwen aan de Waal: het MTC (Multimodaal Transport Centrum). Deze moest aansluiten op de Betuweroute. Na hevig protest, o.a. vanuit de milieubeweging worden in 2002 uiteindelijk de plannen door de Raad van State verworpen en in 2004 wordt besloten om volledig af te zien van het MTC.

## Landgoed Loenen en Boerderij De Danenburg
Buiten het dorp ligt het landgoed Loenen. Het huis dateert uit ongeveer 1825 en werd gedurende 150 jaar werd bewoond door de baronnenfamilie Van Boetzelaer. Sinds 2003 is het in handen van Staatsbosbeheer. Hiervoor stond er sinds de late middeleeuwen een kasteel, dat echter bij een dijkdoorbraak rond 1820 volledig werd weggespoeld, hetgeen nog terug te zien is aan een kolk buiten de Waaldijk.
Ten oosten van Slijk-Ewijk ligt de herenboerderij De Danenburg(h) of Danenberg. Deze werd in de 11e eeuw als versterkte boerenstede tegen de Vikingen gebruikt. Een eigenaar Claes Hendriks kreeg in 1714 een hypotheek van ene Huibert Danen, richter in de vrije Heerlijkheid Hernen en fiscaal bij het ambt Over-Betuwe. Helaas kon Claes niet op tijd aflossen, zodat de boerderij toeviel aan Danen. Huibert Danen bleef ongehuwd en in 1749 maakte hij zijn testament: het onroerend goed kwam aan zijn neef en oomzegger Bato van Hulst, ontvanger van de ambtslasten van Over-Betuwe. De naam Danenberg lijkt een eerbetoon aan zijn oom Huibert Danen. Er bevond zich ook een gracht rondom dit gebouw, dat ook wel als kasteel werd genoemd. In de 19e eeuw trok de tweede burgemeester van Valburg Derk Gaijmans in het pand om het te gebruiken als woonhuis en een lokaal als gemeentehuis. In 1847 werd hier een eind aan gemaakt en werden de gemeentevergaderingen verplaatst naar het café van Valburg. Het pand verkeerde toen in slechte staat en ook de burgemeester vertrok. Niet veel later werd het gebouw door brand verwoest. Er werd daarop een nieuwe boerderij gebouwd, maar ook deze brandde af. Eind 19e eeuw werd de huidige boerderij gebouwd. In 1995 poogde de gemeenteraad van Valburg het pand op de monumentenlijst te krijgen, maar de eigenaar weigerde en de Raad van State wees het af. In die tijd speelde de dreiging van het MTC, waarvoor een haven moest worden aangelegd op deze plek. Het MTC verdween in 2002 echter van de plantafel en de milieubeweging wist te bedingen dat het gebied open bleef. Het nog op te leveren Landschapspark De Danenberg, dat ter compensatie voor het Betuws Bedrijvenpark wordt aangelegd, is naar de boerderij vernoemd.

## Trivia
Amerikaanse soldaten, betrokken bij de Operatie Market Garden, hadden grote moeite met de uitspraak van de naam van dit dorp (de ij klank is onbekend in het Engels). Ze noemen het maar Slicky Wicky.